# ProgeCAD
ProgeCAD é um software CAD 2D/3D baseado na tecnologia IntelliCAD (Intellicad technology Consortium), que suporta nativamente arquivos DWG / DXF. O software ProgeCAD está disponível para as versões 98, 2000, XP, Vista, Windows 7 e Windows 10 do Microsoft Windows.
O ProgeCAD fornece uma versão não comercial da versão gratuita - progeCAD Smart !, Desenvolvido em 2006-2009. Para uso comercial, é necessário adquirir a versão profissional - progeCAD Professional. Atualmente, o progeCAD 2020 usa o mecanismo IntelliCAD 9.2 em seus produtos.

O desenvolvedor do progeCAD é a Progesoft Inc.

## Referência
1. ↑  «progeCAD Professional, the best Low Cost AutoCAD alternative. Professional quality for a fraction of the AutoCAD price. No annual fees»
2. ↑  «progeCAD Smart :: ProgeSOFT»
3. ↑  «progeCAD Smart!» (em inglês). 27 de abril de 2016
4. ↑  Santoso, Aries (14 de novembro de 2009). «progeSOFT progeCAD Smart 2009, pengganti gratis AutoCAD» (em inglês)
5. ↑  Press, I. T. C. «Just Released: progeCAD 2020 Professional» (em inglês)
6. ↑  Press, I. T. C. «Anticipating progeCAD 2020» (em inglês)